# Tétons et Dragons
Tétons et dragons (Titties and Dragons en VO) est le neuvième épisode de la dix-septième saison de la série télévisée d'animation américaine South Park et le 246e épisode de la série globale. Il est diffusé pour la première fois aux États-Unis le 4 décembre 2013 sur Comedy Central.
Il est la conclusion d'un arc narratif composé de trois épisodes qui a débuté avec Black Friday et s'est poursuivi dans Le Trône de Fion. L'histoire est centrée sur les enfants de South Park, vêtus de costumes médiévaux et engagés dans un jeu de rôle inspiré par la série télévisée Game of Thrones, sont divisés en deux factions qui s'affrontent pour acheter collectivement et à prix réduit les consoles de jeu vidéo Xbox One et PlayStation 4 lors du Black Friday prévu au centre commercial de la ville, dans lequel Randy Marsh, officie comme agent de sécurité.
Durant le générique de début de cet épisode, les personnages principaux portent leurs vêtements de jeu de rôle et la bande son a été modifiée pour correspondre à l'ambiance et au ton de l'histoire. Elle inclut un chœur interprétant la chanson du pénis entendue dans l'épisode précédent.

## Résumé
Les enfants de South Park sont toujours divisés en deux factions, chacune essayant d'avoir l'opportunité d'acheter collectivement des consoles Xbox One ou PlayStation 4 à prix réduit lors du Black Friday qui doit se tenir au centre commercial de la ville. Un schisme qui voit les meilleurs amis Stan Marsh et Kyle Broflovski se trouver sur des côtés opposés.
Kenny McCormick, toujours transformé en magical girl, empêche un blocus naval fomenté par Microsoft sur une cargaison de PlayStation 4. Dans le but de contourner les milliers d'acheteurs qui bloquent dorénavant l'entrée du centre commercial, la faction PlayStation focalise son attention sur le restaurant Red Robin qui jouxte le magasin, et dont les portes intérieures s'ouvrent sur la galerie marchande. Tandis qu'ils essaient de trouver comment prendre le contrôle du Red Robin, la faction Xbox arrive dans le camp adverse pour lui signifier qu'elle abandonne le combat, et qu'elle souhaite rejoindre ses rangs, parce que leurs ennemis sont plus nombreux et parce qu'ils ont changé d'avis sur la PlayStation 4. Bien que Stan ne leur fasse pas confiance, Eric Cartman et Kyle annoncent qu'ils ont un moyen de monopoliser le Red Robin : en le louant pour des noces, ce qui obligerait les deux factions à mettre leur argent en commun.
Au siège de Sony, Kenny reçoit une invitation aux noces de la part de Cartman qui lui fait savoir que la paix règne entre les deux factions, et qu'il sera reçu avec les honneurs dignes de la princesse qu'il est. 
Cartman a ensuite une conversation privée avec Stan dans le "Jardin d'Andros", au cours de laquelle il suggère de rester à l'intérieur du Red Robin lorsque ses portes intérieures s'ouvriront, le temps que Butters et Scott Malkinson encaissent les coups des acheteurs qui auront envahi la galerie marchande. De cette façon, Cartman et Stan pourront se faufiler indemnes à travers la mêlée et acquérir des PlayStation 4 pour eux seuls. Une argumentation que Cartman a déjà employée avec Kenny et Kyle dans les précédents épisodes. Cependant, le propriétaire âgé de l'arrière-cour qui sert de "Jardin d'Andros" informe Stan que la faction Xbox a simplement feint cette reddition dans le but d'enfermer la faction PlayStation dans le Red Robin pour aller récupérer des Xbox One. Stan est encore plus en colère quand Cartman lui confie que l'idée vient de Kyle. Pour éviter que Stan puisse en informer ses alliés, Cartman défèque dans la cour du vieil homme et laisse croire que Stan en est le responsable, ce qui conduit ce dernier à être puni dans sa chambre par sa mère Sharon. Lorsque Kyle apprend cela, il va chez Stan et explique qu'il a monté ce plan parce qu'il sait dans son cœur que la Xbox One est la meilleure console pour chacun d'eux. Stan répond qu'il a seulement trahi le peu d'amitié qui subsistait entre eux. Kyle rétorque que Stan ne jouait pas franc-jeu, ayant son père au centre commercial comme chef de sécurité, ce que Stan ignorait. Il est également blessé que Kyle n'ait pas pris la peine de lui demander, et jure de ne plus jamais jouer à des jeux vidéo avec son ancien meilleur ami.
Tandis que Randy motive les agents de sécurité encore vivants, qui doivent faire face à une montée de la violence des clients à mesure que l'heure d'ouverture approche, George R. R. Martin arrive au centre commercial pour couper le ruban qui va signifier son ouverture et le début du Black Friday. Alors que la foule se tient devant lui et attend le coup de ciseau, il s’interrompt dans son élan pour faire part de réflexions liées à son pénis. Un client impatient, déjà responsable du meurtre de l'ancien chef de la sécurité du magasin, se rue sur Martin, lui tranche le pénis qu'il jette dans la foule et coupe le ruban, permettant à aux acheteurs enragés d'enfin entrer dans le centre commercial. Les agents de sécurité sont piétinés et toutes les boutiques sont prises d'assaut. Les rayons sont dévalisés et de violentes disputes éclatent entre les clients, entrainant la mort de plusieurs d'entre eux.
Dans le Red Robbin, Kyle, Kenny et leurs alliés se retournent contre Cartman et sa faction, révélant qu'ils ne sont plus partisans Xbox. Kyle ajoute que, bien qu'il ait trahi Stan, il fera en sorte que son meilleur ami obtienne une PlayStation 4. La confrontation est interrompue par Bill Gates et Kazuo Hirai, dont l'arrivée est l'œuvre de Stan, qui apparait à son tour pour dire qu'ils en ont terminé avec les trahisons. Stan explique qu'ils ont tous été dressés les uns contre les autres par Microsoft et Sony parce que les deux sociétés veulent une guerre pour promouvoir leurs produits, peu importe les amitiés qui seront brisées dans le processus. Il déclare aux deux dirigeants que s'ils désirent tant une guerre, ils n'ont qu'à s'affronter. Bill Gates et Kazuo Hirai se soumettent à la proposition, et s'engagent dans une altercation physique violente, qui voit le PDG de Sony brutalement exécuté par celui de Microsoft. La Xbox sort donc victorieuse, mais même si les enfants se plient au résultat, ils sont choqués par le meurtre auquel ils viennent d'assister. Tout le monde sort ensuite du restaurant pour parcourir en silence le centre commercial jonché de cadavres et recouvert de sang, jusqu'à atteindre la boutique de jeux vidéo où ils achètent enfin leurs Xbox One.
Tout en jouant avec sa nouvelle console entouré par ses amis, Cartman, encore traumatisé par l'effusion de sang, se rend compte qu'il veut jouer à l'extérieur, en disant que le jeu de rôle improvisé par les enfants autour de Game of Thrones au cours des dernières semaines a prouvé qu'ils n'ont pas besoin des jeux vidéo de Microsoft ou de Sony pour s'amuser, tant il a été rempli de moments dramatiques, d'action et de romance.
Cartman ramasse alors un bout de bois qu'il lève vers le ciel, annonçant ironiquement la sortie prochaine du jeu vidéo South Park : Le Bâton de la vérité. Une publicité pour ce jeu apparait d'ailleurs en conclusion de l'épisode.